# Marc Kennedy
Marc Kennedy (Saint Albert, 5 febbraio 1982) è un giocatore di curling canadese.

## Biografia
Si mise in mostra all'Universiade di Tarvisio 2003 in cui vinse il torneo maschile.
Si laurerò campione iridato ai mondiali nel Grand Forks 2008. L'anno successivo vinse la medaglia d'argento a Moncton 2009.
Nel febbraio 2010, all'età di 28 anni, rappresentò il Canada ai Giochi olimpici invernali di Vancouver 2010 vincenfo il torneo maschile con i connazionali Kevin Martin, John Morris, Adam Enright e Ben Hebert.
Ai mondiali di Basilea 2016 riuscì a vincere il suo secondo oro iridato.
Partecipò per la seconda volta ai Giochi olimpici ai Pyeongchang 2018, dove si classificò al 4º posto nel torneo maschile, dopo la sconfitta contro la Svizzera nella finale per il gradino più basso del podio.
Fece la sua terza apparizione olimpica a Pechino 2022, in cui vinse la medaglia di bronzo nel torneo maschile, con i compagni Brad Gushue, Mark Nichols, Brett Gallant e Geoff Walker, dopo aver superato gli Stati Uniti nella finale per il terzo posto.

## Palmarès
- Giochi olimpici invernali

Vancouver 2010: oro nel torneo maschile;
Pechino 2022: bronzo nel torneo maschile;
- Mondiali

Grand Forks 2008: oro nel torneo maschile;
Moncton 2009: argento nel torneo maschile;
Basilea 2016: oro nel torneo maschile;
Moose Jaw 2025: bronzo nel torneo maschile;
- Universiade

Tarvisio 2003: oro nel torneo maschile;